# Noye's Fludde
Noye's Fludde (L'Arca di Noè) è un'opera in un atto del compositore britannico Benjamin Britten, destinata principalmente agli artisti dilettanti, in particolare ai bambini. Rappresentato per la prima volta il 18 giugno 1958 al Festival di Aldeburgh di quell'anno, è basato sul "mistero" o "miracolo" di Chester del XV secolo che racconta la storia dell'Antico Testamento dell'Arca di Noè. Britten specificò che l'opera avrebbe dovuto essere rappresentata in chiese o in grandi sale da concerto, non in un teatro.

## Storia e contesto
Verso la metà degli anni '50 Britten si era affermato come un grande compositore, sia di opere liriche che di lavori per forze miste professionali e dilettantesche: la sua mini-opera Il piccolo spazzacamino (1949) era stata scritta per un pubblico giovane e utilizzava artisti bambini. In precedenza aveva adattato il testo del ciclo di teatro di Chester nel suo Canticle II del 1952, che racconta la storia di Abramo e Isacco. Noye's Fludde è stato composto come progetto per la televisione; al testo di Chester Britten aggiunse tre inni congregazionali, la preghiera greca Kyrie eleison come canto per bambini e un coro dell'Alleluia. Un grande coro di bambini rappresenta le coppie di animali che entrano ed escono dall'arca, e le manovre sono dirette dalla voce parlata di Dio. Dei ruoli solisti cantati, solo le parti di Noè (Noah) e sua moglie sono state scritte per essere cantate da professionisti; i ruoli rimanenti sono per artisti bambini e adolescenti. Un piccolo gruppo professionale è alla base dell'orchestra prevalentemente amatoriale che contiene numerosi strumenti non convenzionali per fornire particolari effetti musicali; fanfare di trombe per gli animali, campanelli per l'arcobaleno e varie improvvisazioni per replicare musicalmente i suoni di una tempesta.
Alla sua prima, Noye's Fludde fu acclamato dalla critica e dal pubblico, sia per l'ispirazione della musica che per la brillantezza della concezione e della produzione. L'opera fu eseguita in anteprima in america a New York nel marzo 1959 e la sua prima esecuzione tedesca ad Ettal nel maggio dello stesso anno. Da allora è andata in scena in tutto il mondo; lo spettacolo a Pechino nell'ottobre 2012, organizzato dalla Fondazione KT Wong, fu il primo in Cina di un'opera di Britten. L'occasione del centenario di Britten nel 2013 ha portato a numerose produzioni in festival musicali, sia nel Regno Unito che all'estero.

## Ciclo di Chester

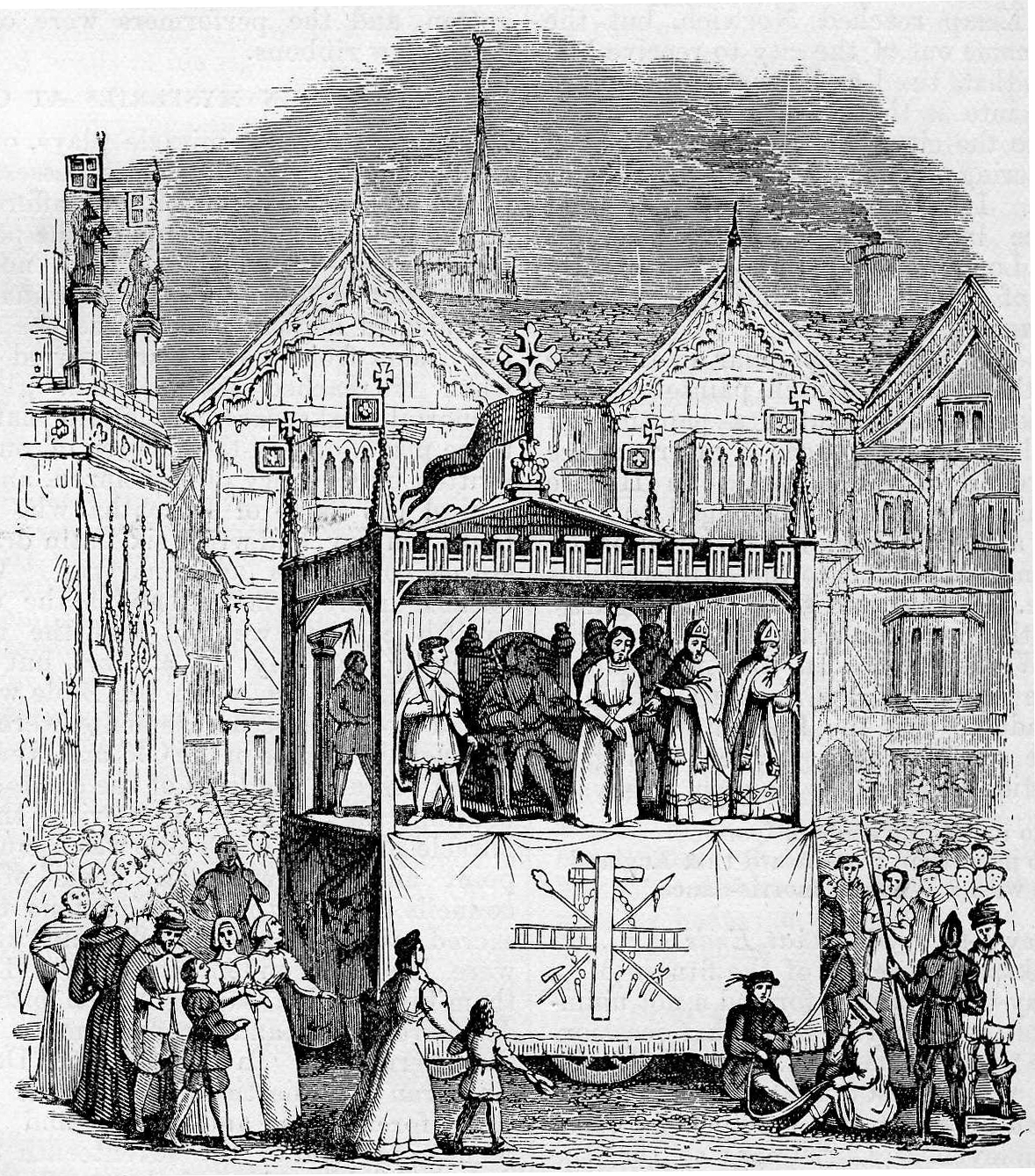
Spettacolo del XIV/XV secolo dei Chester Mystery Plays, su un carro da parata storica

Il mistero o le storie del "miracolo" inglesi erano storie bibliche drammatizzate, di antica tradizione, rappresentate nei giorni di festa della Chiesa nelle piazze e nei mercati dai membri delle corporazioni artigiane del paese. Coprivano l'intera gamma del racconto e della metafora nella Bibbia cristiana, dalla caduta di Lucifero al Giudizio Universale. Dai numerosi cicli di rappresentazioni che ebbero origine nel tardo Medioevo, il Ciclo di Chester è uno dei quattro sopravvissuti fino al XXI secolo. I testi, di uno scrittore non identificato, furono rivisti durante la fine del XV secolo in un formato simile a quello dei drammi della passione francesi contemporanei, e furono pubblicati nel 1890, in English Miracle Plays, Moralities, and Interludes di Alfred W. Pollard.
La storia di Noè e del diluvio, la terza opera teatrale del ciclo di Chester, è stata originariamente rappresentata dalla Guild of the Drawers of Dee, altrimenti nota come portatori d'acqua. Una caratteristica di questa commedia, osservata dalla storica Rosemary Woolf, è la raffigurazione della moglie di Noè, e di conseguenza delle donne in generale, come disobbedienti, ostinate e infine violente, in contrasto con il "grave e obbediente" Noè e i suoi pazienti figli.
Nell'ultima parte della Riforma anglicana del XVI secolo, la Chiesa era diventata meno tollerante nei confronti dei drammi misteriosi. Uno spettacolo a Chester nel 1575 è l'ultimo registrato dalla città fino al XX secolo, quando il ciclo di Chester fu ripreso sotto la supervisione di Christopher Ede, come parte delle celebrazioni del Festival of Britain della città nel giugno 1951. Questa produzione fu accolta con entusiasmo, e fu ripetuto l'anno successivo; da allora in poi è diventato una caratteristica regolare e un'attrazione turistica.

## Inizio
Verso la fine degli anni Quaranta Benjamin Britten si era affermato come uno dei principali compositori di opere liriche inglesi, con diverse opere importanti al suo attivo. Nel 1947 suggerì al suo librettista Eric Crozier di creare un'opera per bambini, basata su un racconto biblico. Crozier diede a Britten una copia del libro di Pollard, come possibile fonte di materiale. Nulla venne fuori al momento da questo progetto; Britten e Crozier scrissero invece la cantata Saint Nicolas (1948), la prima di numerose opere in cui Britten combinava interpreti professionisti con dilettanti. La cantata coinvolge almeno due cori di bambini e incorpora due inni congregazionali cantati dal pubblico. Britten utilizzò questa fusione di professionisti con forze dilettanti anche ne Il piccolo spazzacamino (1949), che costituisce la seconda parte del suo intrattenimento per bambini, Let's Make an Opera (Facciamo un'opera), ideato con Crozier. Anche in questo caso furono usati cantanti bambini (che agivano anche come attori) e il pubblico cantava cori nei punti appropriati. Nel 1952, sebbene la collaborazione di Britten con Crozier fosse terminata, usò il libro delle commedie di Chester come testo di partenza per il suo Canticle II, basato sulla storia di Abramo e Isacco.
Nell'aprile 1957 Boris Ford, capo della Schools Broadcasting presso Associated Rediffusion (A-R), scrisse a Britten, proponendo una serie di programmi di mezz'ora. Questi mostravano Britten mentre componeva e provava un'opera fino alla sua esecuzione e avrebbero mostrato ai bambini "un intimo pezzo di educazione musicale, guardando ... un brano musicale prendere forma e in una certa misura crescere con esso". Britten inizialmente fu cauto; trovava l'idea interessante ma, avvertì Ford, a quel tempo era impegnato a viaggiare e aveva poco tempo per scrivere. Era anche ansioso di non coprire lo stesso terreno che aveva percorso con Let's Make an Opera. Accettò tuttavia di incontrare Ford per discutere ulteriormente il progetto. L'11 luglio si incontrarono a Londra, insieme all'assistente musicale di Britten, Imogen Holst. Britten disse a Ford che aveva "vagamente pensato per alcuni mesi o un anno di fare qualcosa con le Commedie Miracolose [di Chester]" e acconsentì a scrivere un'opera per i programmi scolastici di A-R del 1958. Il soggetto sarebbe stato Noè e il diluvio, basato sul testo di Chester. Più tardi, Ford e il suo sceneggiatore, Martin Worth, si recarono ad Aldeburgh e con Britten esaminarono le possibili chiese per la l'esecuzione. Fu scelta la chiesa di San Bartolomeo, Orford perché, a differenza della maggior parte delle altre chiese nell'East Suffolk, i suoi banchi non erano fissi, permettendo così uno spazio più flessibile per le esibizioni.

## Ruoli
| Ruolo                                                                        | Registro vocale      | Cast della prima, 18 giugno 1958 (Direttore: Charles Mackerras) |
| ---------------------------------------------------------------------------- | -------------------- | --------------------------------------------------------------- |
| La voce di Dio                                                               | ruolo parlato        | Trevor Anthony                                                  |
| Noè                                                                          | basso-baritono       | Owen Brannigan                                                  |
| Moglie di Noè                                                                | contralto            | Gladys Parr                                                     |
| Sem                                                                          | voce bianca          | Thomas Bevan                                                    |
| Cam                                                                          | voce bianca          | Marcus Norman                                                   |
| Iafet                                                                        | tenore o voce bianca | Michael Crawford                                                |
| Moglie di Sem                                                                | ragazza soprano      | Janette Miller                                                  |
| Moglie di Cam                                                                | ragazza soprano      | Katherine Dyson                                                 |
| Moglie di Iafet                                                              | ragazza soprano      | Marilyn Baker                                                   |
| Mogli chiacchierone di Noè                                                   | ragazze soprano      | Penelope Allen, Doreen Metcalfe, Dawn Mendham, Beverley Newman  |
| Il corvo                                                                     | ruolo silenzioso     | David Bedwell                                                   |
| La colomba                                                                   | ruolo silenzioso     | Maria Spall                                                     |
| Coro degli animali e degli uccelli (coro misto di ragazzi); la Congregazione |                      |                                                                 |

## Trama
Dopo l'inno di apertura della congregazione "Signore Gesù, pensa a me", la voce di Dio si rivolge a Noè, annunciando l'imminente distruzione del mondo peccaminoso. Dio dice a Noè di costruire un'arca che permetterà di salvarsi a lui e alla sua famiglia. Noè è d'accordo e chiede aiuto alle persone e alla sua famiglia. I suoi figli e le loro mogli entrano con strumenti e materiali e iniziano a lavorare, mentre la signora Noè e i suoi Pettegoli (amici intimi) deridono il progetto.
Quando l'arca è completata, Noè cerca di convincere la moglie ad entrare: "Moglie, in questo vascello saremo al sicuro", ma lei rifiuta e litigano. La Voce di Dio predice quaranta giorni e quaranta notti di pioggia e ordina a Noè di riempire l'arca di animali di ogni specie. Gli animali entrano nell'arca a coppie, mentre i figli di Noè e le loro mogli pensano a fare la cronaca dei fatti. Noè ordina alla sua famiglia di salire a bordo dell'arca; ancora una volta la signora Noè e i Pettegoli rifiutano, preferendo fare baldoria. Alla fine i figli trascinano a bordo la signora Noè, mentre i Pettegoli vengono spazzati via dall'inondazione crescente; lei premia il marito con uno schiaffo. La pioggia comincia a cadere, dando vita a un grande temporale al culmine del quale si ode dall'arca il primo verso dell'inno marittimo "Eternal Father, Strong to Save" ("Padre Eterno, Forte da Salvarci"). La congregazione si unisce alla seconda e alla terza strofa dell'inno, durante le quali la tempesta si attenua gradualmente. Quando è calmo, Noè manda fuori un corvo, dicendo "Se questo uccello non viene di nuovo/è un segno che dice/che è asciutto su una collina o una pianura." Quando il corvo non torna Noye sa che l'uccello ha trovato la terraferma. Invia una colomba, che alla fine riporta un ramoscello d'ulivo. Noè accetta questo come un segno di liberazione e ringrazia Dio.
La Voce di Dio ordina a tutti di lasciare l'arca. Mentre lo fanno, gli animali cantano "Alleluia" e il popolo canta un coro di lode: "Signore, ti ringraziamo per la tua forza". Dio promette che non distruggerà mai più la terra con l'acqua e produrrà un arcobaleno come suo segno. Il cast inizia l'inno di Addison "Lo spazioso firmamento in alto", con la congregazione che si unisce negli ultimi due versi. Tutto il cast se ne va tranne Noè, che riceve la benedizione di Dio e la promessa di non vendicarsi più: "E adesso passatela bene, mio adorato" prima della sua uscita dal palco.

## Creazione

### La stesura
Britten iniziò la pianificazione dettagliata dell'opera nell'agosto del 1957, mentre navigava verso il Canada per una tournée con l'English Opera Group. Disse a Colin Graham, all'epoca direttore di scena dell'EOG, che voleva che dirigesse il nuovo lavoro. Dopo un ulteriore incontro presso la sede londinese di Associated Rediffusion il 18 ottobre, Britten iniziò una bozza di composizione ad Aldeburgh il 27 ottobre. All'edizione di Pollard del testo dell'opera di Noè aggiunse tre inni congregazionali anglicani: "Signore Gesù, pensa a me"; "Padre eterno, forte nel salvare"; e "L'ampio firmamento in alto". Britten introdusse il ripetitivo canto greco "Kyrie eleison" ("Signore, abbi pietà") all'ingresso degli animali e "Alleluia" alla loro uscita trionfante. Aveva completato circa due terzi dell'opera quando Ford fu licenziato da A-R, presumibilmente per carenze amministrative e inesperienza. A-R ha deciso di ritirarsi dal progetto, che fu poi ripreso dalla Associated Television (ATV), il cui presidente Lew Grade si assunse personalmente la responsabilità della firma del contratto ed esortò Britten a completare l'opera.
Nel novembre 1957 Britten si trasferì alla Casa Rossa, Aldeburgh, ma continuò a lavorare all'opera durante tutto lo scompiglio. Secondo una lettera che scrisse a Edith Sitwell il 14 dicembre, "le battute finali dell'opera [furono] punteggiate da colpi di martello" di operai impegnati alla Casa Rossa. Prima di finire la bozza della composizione, Britten scrisse al baritono Owen Brannigan, che aveva cantato in diverse precedenti opere di Britten, chiedendogli se avrebbe interpretato il ruolo del protagonista. Britten completò la partitura completa dell'opera nel marzo 1958, che dedicò "Ai miei nipoti, Sebastian, Sally e Roguey Welford e al mio giovane amico Ronald Duncan [uno dei figliocci di Britten]".

### Requisiti per l'esecuzione
Con la grande varietà di artisti bambini richiesti dall'opera e alla luce di come era stata lanciata ed eseguita alla sua prima, Britten scrisse in dettaglio alcuni dei suoi requisiti specifici per l'esecuzione nelle partiture vocali e di studio pubblicate da Boosey & Hawkes. L'opera era destinata ad una grande sala da concerto o ad una chiesa, certamente non ad un teatro. L'azione avrebbe dovuto svolgersi su tribune rialzate, anche se non su un palco formale separato dal pubblico e l'orchestra avrebbe dovuto essere posta in piena vista, con il direttore in grado di dirigere sia l'orchestra che, durante l'esecuzione degli inni, la congregazione. Noè e Mrs Noè dovevano essere cantati da "abili cantanti-attori" e la Voce di Dio, sebbene non necessariamente un attore professionista, avrebbe dovuto avere "una ricca voce parlante, con una emissione semplice e sincera, senza essere affatto teatrale. i dilettanti che interpretavano le parti dei figli di Noè avrebbero dovuto avere tra gli 11 e i 15 anni, con "voci ben addestrate e personalità vivaci"; Jafet, il maggiore, avrebbe potuto avere una voce rotta. Le amiche Pettegole della signora Noè dovevano essere ragazze più grandi con voci forti, e considerevoli capacità di recitazione. I bambini che giocano con gli animali dovevano avere dimensioni variabili e un'età compresa tra i sette e i diciotto anni. I gruppi di età più avanzata, con forse alcune voci rotte, dovevano rappresentare gli animali più grandi (leoni, leopardi, cavalli, cammelli ecc.), mentre i più piccoli rappresentavano i ratti, i topi e gli uccelli. C'è una danza o un balletto che coinvolge due artisti bambini che interpretano i ruoli del corvo e della colomba.
Per la prima volta in una qualsiasi delle sue opere che coinvolgevano dilettanti, Britten previde un grande affiancamento di artisti bambini tra le sue forze orchestrali, guidati da ciò che Graham descrisse come "il rinforzo professionale" di un duetto di pianoforte, un quintetto d'archi (due violini, viola, violoncello e basso), flauto dolce e un timpanista. I giovani musicisti suonano una varietà di strumenti, compreso un gruppo d'archi completo in ogni sezione guidata da un membro del quintetto d'archi professionista. I violini sono ulteriormente suddivisi in parti di diverso grado di difficoltà, dai più semplici (che per lo più suonano corde vuote) a quelli in grado di suonare in terza posizione. I flauti dolci avrebbero dovuto essere guidati da un solista esperto in grado di battere la lingua (colpo di lingua); le trombe, suonate nella produzione originale dai ragazzi di una banda scolastica locale, vengono suonate mentre i bambini che rappresentano gli animali marciano nell'arca e al culmine dell'opera. I bambini percussionisti, guidati da un timpanista professionista, suonano vari strumenti a percussione esotici e inventati: la partitura specifica la carta vetrata ("due pezzi di carta vetrata attaccati a blocchi di legno e strofinati insieme"), e le "Slung Mugs" (tazze lanciate), rappresentano le prime gocce di pioggia. All'inizio Britten ebbe l'idea di colpire le tazze da tè con un cucchiaio, ma non essendo riuscito a farlo funzionare, chiese il consiglio di Imogen Holst. Ricordava che "per grande fortuna una volta ho dovuto insegnare ai gruppi di percussioni del Women's Institute durante una 'mezz'ora sociale' in tempo di guerra, così ho potuto portarlo nella mia cucina e mostrargli come una fila di tazze di porcellana appese su un lungo filo di spago poteva essere colpito con un grande cucchiaio di legno.
Britten aggiunse anche, relativamente tardi nel processo di scrittura del lavoro, un insieme di suonatori di campanelli. Secondo Imogen Holst, un membro dell'Aldeburgh Youth Club portò l'attenzione di Britten su un gruppo locale di campanari; sentendoli suonare, Britten rimase così incantato dal loro suono che diede al gruppo un ruolo importante da svolgere mentre si dispiega l'arcobaleno, verso la fine dell'opera. Diversi commentatori, tra cui Michael Kennedy, Christopher Palmer and Humphrey Carpenter, notarono l'affinità tra l'uso del suono dei campanelli da parte di Britten e i gruppi di gamelan che aveva ascoltato di prima mano a Bali nel 1956. La scarsità di campanelli sintonizzati in molti delle melodie richieste da Britten nell'opera dovevano diventare un problema quando la partitura venne preparata per la pubblicazione.

## Storia dell'esecuzione ed accoglienza

### La première
La prima rappresentazione di Noye's Fludde fu messa in scena durante il Festival di Aldeburgh del 1958, nella chiesa di St Bartholomew, Orford, il 18 giugno. Il direttore era Charles Mackerras, che aveva partecipato a diverse produzioni nei precedenti Festival di Aldeburgh. La produzione fu diretta da Colin Graham, che ne progettò anche la scenografia, con i costumi di Ceri Richards.

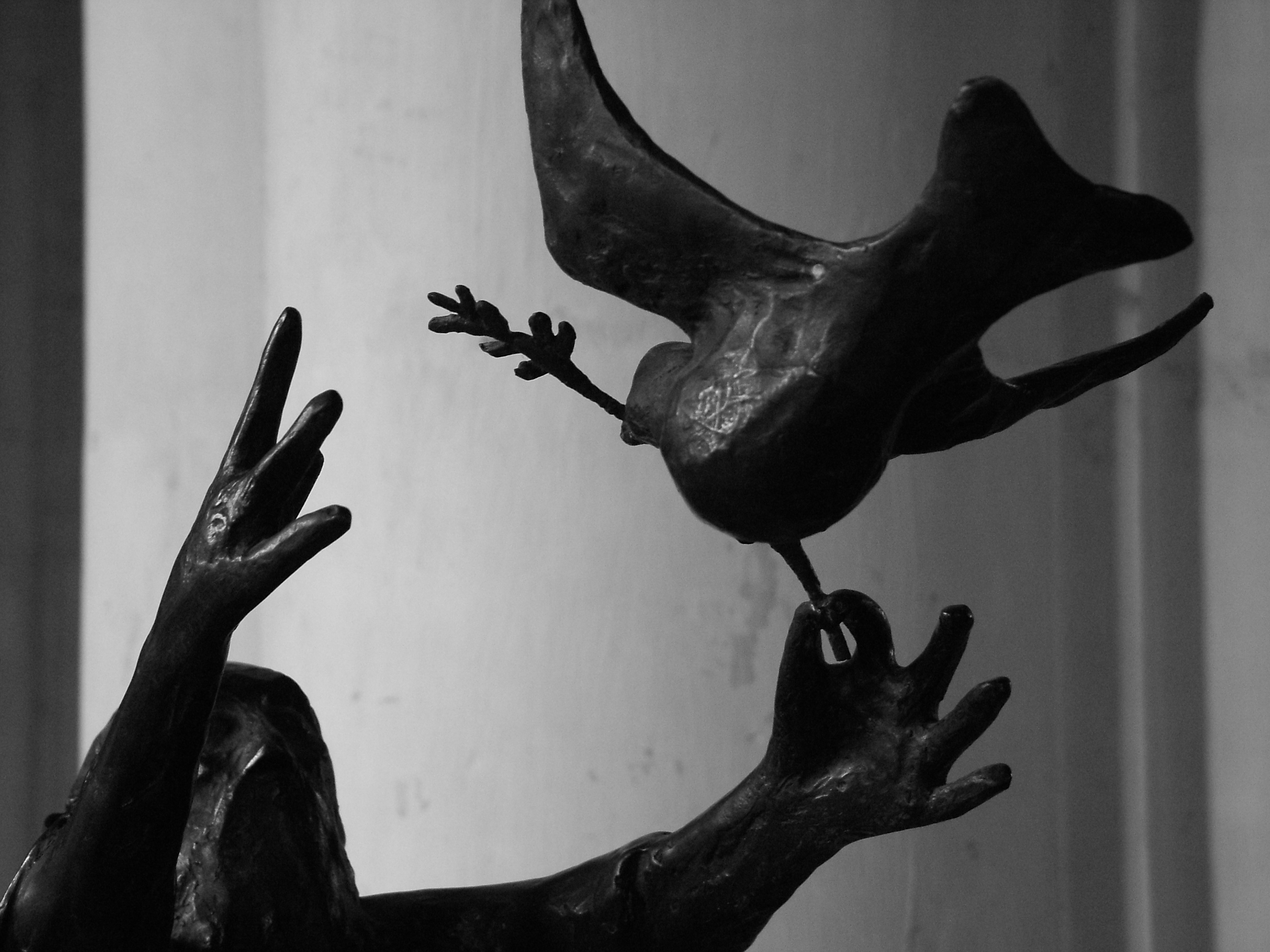
Particolare di una statua di Noè e la colomba nella chiesa di Orford, dove fu eseguita per la prima volta Noye's Fludde

Oltre a Brannigan nei panni di Noè, furono ingaggiati altri due cantanti professionisti: Gladys Parr, nel suo ultimo ruolo prima del ritiro, che cantò la parte di Mrs Noè, e la Voce di Dio parlata apparteneva al basso gallese Trevor Anthony. Gli altri ruoli principali furono interpretati da bambini solisti, selezionati in molte audizioni tra tanti altri. Tra questi c'era il futuro attore-cantante, Michael Crawford, allora sedicenne e descritto da Graham come "un giovane tenore dalla voce rotta di recente", che interpretava il ruolo di Jafet. Le Amiche Pettegole della signora Noè dovevano essere originariamente eseguite da ragazze di una scuola del Suffolk, ma quando la direttrice sentì le voci che circolavano sulle parti "dissolute" che dovevano interpretare, ritirò le sue alunne.
L'elemento professionale dell'orchestra era costituito dai musicisti dell'English Opera Group, guidati da Emanuel Hurwitz, con Ralph Downes all'organo. Tra i bambini che suonavano, annunciati come "An East Suffolk Children's Orchestra", figuravano i suonatori di campanelli della County Modern School di Leiston; un gruppo di percussionisti, i cui strumenti includevano le tazze a tracolla, della Woolverstone Hall School;  i suonatori di flauto dolce del Framlingham College e i suonatori di trombe della Royal Hospital School, Holbrook. Graham, ricordando la prima alcuni anni dopo, scrisse: "La grande orchestra (originariamente 150 musicisti) ... era ammassata intorno al fonte battesimale della Chiesa di Orford mentre l'opera veniva rappresentata su un palco eretto alla fine della navata". Philip Hope-Wallace, scrivendo per The Manchester Guardian, osservò che "Charles Mackerras ha diretto le varie forze sparse, muovendosi letteralmente attorno a un pilastro per poter controllare a turno tutte le sezioni". Martin Cooper del Daily Telegraph osservò: "Le pareti bianche della Chiesa di Orford hanno fornito uno sfondo ideale ai colori allegri dei costumi di Ceri Richards e ai fantastici copricapi degli animali. In effetti, il futuro del lavoro sarà nelle chiese del villaggio, come questa e con musicisti dilettanti, per i quali Britten ha scritto qualcosa di completamente nuovo e straordinariamente originale".
L'accoglienza critica generale fu calorosamente entusiasta. Felix Aprahamian nel Sunday Times definì lo spettacolo "un'esperienza spirituale e musicale curiosamente commovente". Eric Roseberry, scrivendo sulla rivista Tempo, trovò la musica "semplice e memorabile dappertutto ... la scrittura per gli archi, i flauti dolci e le percussioni è un miracolo di ispirazione". Anche Andrew Porter sulla rivista Opera trovò la musica toccata "da un'alta ispirazione"; la serata è stata "un'esperienza indimenticabile ... straordinariamente bella, vivida e affascinante e spesso profondamente commovente". Il progetto e la produzione, riferì Porter, erano "brillanti", mentre Mackerras dirigeva magistralmente le sue forze eterogenee. Diversi critici commentarono favorevolmente il suono delle campanelle. Il critico del Times fece notare l'efficacia dell'ambientazione di Britten della rappresentazione sacra: "È un trionfo di Britten che in questo pezzo musicalmente snello abbia portato a nuova vita la mentalità di un altro secolo con mezzi del tutto moderni. Questi mezzi includevano un'orchestra mista come lui da solo poteva concepire e gestire".
Dopo la prima, ci furono altre due esecuzioni delle stesse forze nella Chiesa di Orford, il 19 e 21 giugno. Noye's Fludde divenne la prima delle opere di Britten ad essere rappresentata in televisione, quando fu trasmessa dalla ATV il 22 giugno 1958.

### Esecuzioni successive
Noye's Fludde era stato creato in gran parte in base alle risorse disponibili nella comunità locale del Suffolk. Tuttavia, una volta che Britten ebbe assistito all'accoglienza del pubblico e della critica in seguito alla première, insistette per portarlo a Londra. Alla ricerca di una chiesa londinese adatta, Britten si stabilì nella Cattedrale di Southwark, un po' riluttante poiché riteneva che non fosse paragonabile a quella di Orford. Il 14 e il 15 novembre 1958 furono date quattro rappresentazioni con gli stessi protagonisti della prima, con Britten alla direzione della prima. Tutte e quattro le esibizioni andarono esaurite il primo giorno della prenotazione, anche, come disse Britten a un amico, "prima di qualsiasi pubblicità e con 2000 circolari ancora da inviare!!" Il 24 e 25 aprile 1959 il Finchley Children's Music Group, formato nel 1958 appositamente per eseguire Noye's Fludde, tenne quella che fu pubblicizzata come "la prima esecuzione amatoriale londinese" dell'opera, alla All Saint's Church, Finchley; il cast includeva il basso operistico Norman Lumsden nei panni di Noè.
Negli Stati Uniti, dopo una trasmissione radiofonica a New York City il 31 luglio 1958, la School of Sacred Music of Union Theological Seminary organizzò la prima americana il 16 marzo 1959. L'anno successivo vide la prima canadese dell'opera, diretta da John Avison, messa in scena durante il Festival Internazionale di Vancouver del 1960 nella cattedrale di Christ Church.
Durante i preparativi per la prima esecuzione tedesca di Noye's Fludde a Ettal, prevista per maggio 1959, il problema della scarsità di campanelle divenne acuto. Britten suggerì che in assenza di campanelle una serie di campane tubolari in mi bemolle in gruppi di due e tre avrebbe potuto essere suonata da quattro o sei bambini con due martelli ciascuno per consentire loro di centrare gli accordi. Britten non era presente a Ettal, ma apprese da Ernst Roth, di Boosey & Hawkes, che la produzione di Ettal aveva sostituito il glockenspiel e il metallofono al posto delle campanelle; secondo Roth le campane nei gruppi di percussioni nel Schulwerk di Carl Orff erano "troppo deboli" per lo scopo. Britten in seguito scrisse ad un amico: "Sono piuttosto sollevato di non essere stato lì! - niente chiesa, niente trombe, niente campanelle, niente flauti - ma sembra che lo abbiano fatto con grande cura lo stesso. Preferirei ancora averlo fatto a Darmstadt come vogliamo noi, anche importando le campanelle, per esempio."

Nel Regno Unito, Christopher Ede, produttore delle rappresentazioni storiche delle rappresentazioni sacre di Chester durante il Festival of Britain, diresse l'opera di Britten nella cattedrale di Winchester, dal 12 al 14 luglio 1960. Scrivendo a Ede il 19 dicembre 1959, Britten lo esortò a mantenere la messa in scena di Noye's Fludde semplice piuttosto che elaborata. Nel 1971 il Festival di Aldeburgh mise di nuovo in scena il Noye's Fludde a Orford; una trasmissione televisiva completa della produzione, trasferita a Snape Maltings, fu fatta dalla BBC, diretta da Steuart Bedford sotto la supervisione del compositore, con Brannigan che riprendeva il ruolo di Noè, Sheila Rex come sua moglie e Lumsden come Voce di Dio.

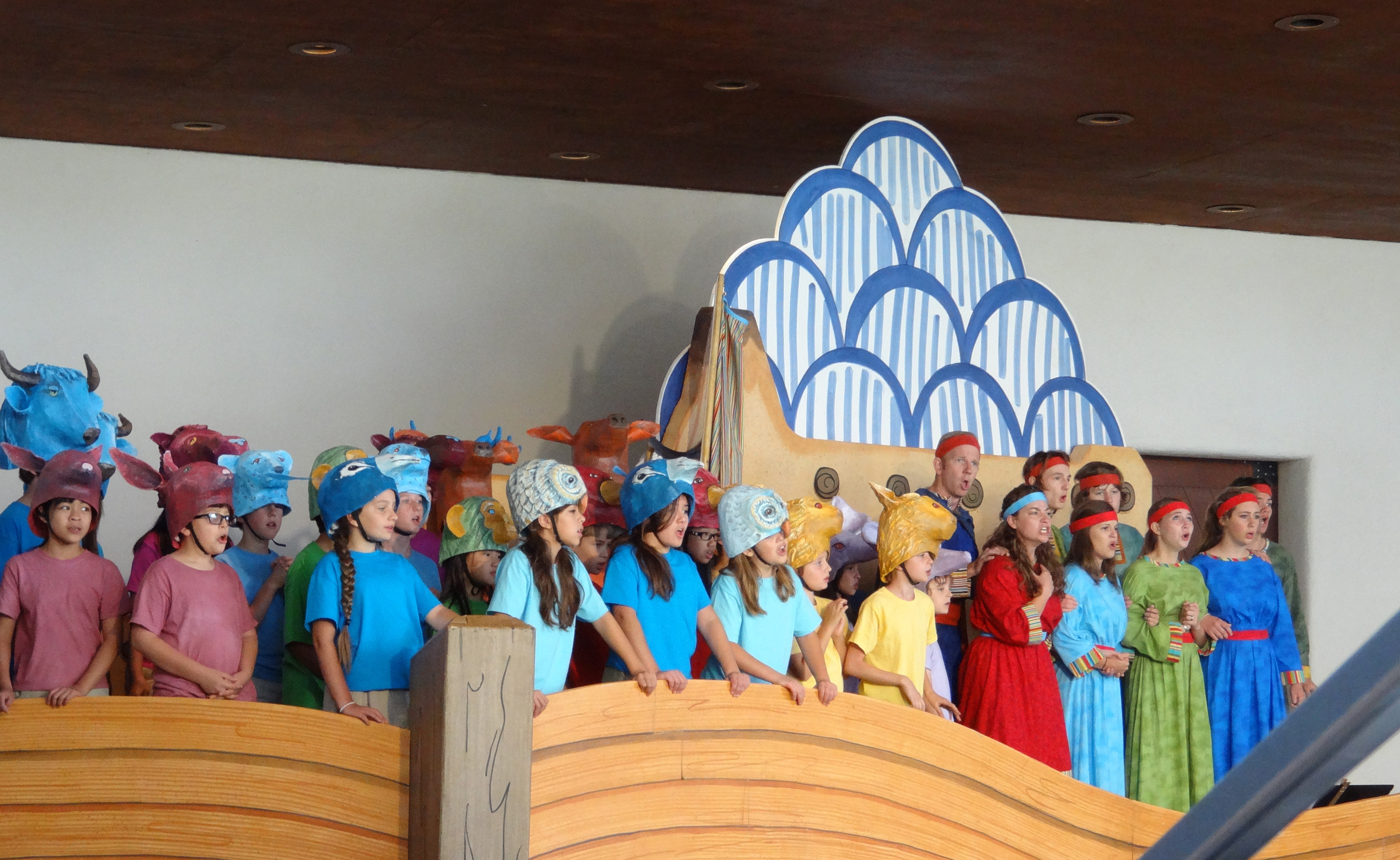
Noye's Fludde: spettacolo speciale in una sala prove alla Santa Fe Opera, 11 agosto 2013

Nel 1972 Jonathan Miller diresse la sua prima opera con una produzione di Noye's Fludde, andata in scena dal 21 al 23 dicembre al Roundhouse Theatre di Londra. I ruoli degli adulti furono assegnati a Michael Williams (Dio), Bryan Drake (Noè) e Isabelle Lucas (Mrs Noè), mentre il direttore era John Lubbock.
Tra le produzioni meno convenzionali, nel settembre 2005 Noye's Fludde fu eseguita allo Zoo di Norimberga, in una produzione dell'Internationales Kammermusikfestival Nürnberg che coinvolse circa 180 bambini da Norimberga e dall'Inghilterra, diretta da Nina Kühner, con la direzione orchestrale di Peter Selwyn. Una successiva produzione allo zoo fu presentata allo Zoo di Belfast, nell'Irlanda del Nord, dalla NI Opera e dalla KT Wong Foundation. Lo spettacolo fu diretto da Oliver Mears e con Nicholas Chalmers come direttore musicale, con Paul Carey Jones come Noè e Doreen Curran come Mrs Noè. La stessa produzione fu eseguita in Cina, nell'ottobre 2012, al Beijing Music Festival, questa fu la prima cinese dell'opera e la prima esecuzione completa di un'opera di Britten in Cina. Fu eseguita di nuovo al Festival Shanghai Music In The Summer Air (MISA) nel luglio 2013.
Una performance è un punto minore nella trama del film del 2012 Moonrise Kingdom.
L'anno del centenario di Britten 2013 ha promosso numerose esecuzioni in tutto il Regno Unito, tra cui alla Tewkesbury Abbey durante il Cheltenham Music Festival e il Thaxted Festival dove 120 bambini locali apparvero come animali. Una produzione del Festival di Aldeburgh come conclusione dell'anno del centenario fu messa in scena a novembre, alla vigilia del 100º anniversario di Britten, nella sua città natale di Lowestoft. Andrew Shore apparve come Noè e Felicity Palmer come Mrs Noè. Questa performance fu trasmessa nel Regno Unito su BBC Radio 3 il 24 novembre. Al di fuori del Regno Unito diverse compagnie professionali organizzarono produzioni del centenario che coinvolgevano bambini locali, tra cui la Santa Fe Opera e la New Orleans Opera che montò la sua prima produzione in assoluto di un'opera di Britten.

## Analisi musicale
Noye's Fludde è stato descritto dal musicologo Arnold Whittall come un precursore delle parabole da chiesa di Britten degli anni '60,  e dal biografo del compositore Paul Kildea come un'opera ibrida, "tanto una cantata quanto un'opera". La maggior parte della scrittura orchestrale, dice l'analista musicale Eric Roseberry, si trova "ben all'interno della gamma di giovani musicisti intelligenti con una tecnica molto ristretta". Diversi episodi dell'opera - come "il conflitto stridente del tema della passacaglia di Britten contro il familiare inno-melodia di Dykes nella tempesta" - introducono gli ascoltatori e i giovani interpreti a quello che Roseberry definisce "un linguaggio contemporaneo di dissonanza", in contrasto con lo "stile antiquato" della maggior parte della musica scritta per i giovani. Con la sua disposizione innovativa delle forze vocali e strumentali, Noye's Fludde è riassunto da Whittall come "una brillante dimostrazione di come combinare le abilità strumentali e vocali relativamente elementari dei dilettanti con i professionisti per produrre un pezzo di teatro musicale altamente efficace".
L'opera inizia con un breve, "faticoso" preludio strumentale, che costituisce la base dell'accompagnamento musicale dell'inno congregazionale di apertura; la sua prima frase si basa su un basso discendente MI-SI-FA, che diventa esso stesso un motivo importante. Humphrey Carpenter nota che in tutto l'inno la linea di basso non è al passo con il canto, un effetto che, dice, "suggerisce un mondo adulto dove la purezza è irraggiungibile". Dopo l'inno, la Voce di Dio è accompagnata, come in tutti i suoi avvertimenti e declamazioni pre-alluvione, dalle note di MI-SI-FA della linea di basso di apertura dell'opera, suonate sui timpani. Dopo la risposta recitativa di Noè, l'episodio musicale successivo è l'ingresso dei figli di Noè e delle loro mogli, brano che, suggerisce Carpenter, sostituisce il pessimismo della parola adulta con "il beato ottimismo dell'infanzia". La melodia sincopata della canzone dei bambini è derivata dal verso finale del recitativo di Noè: "Come Dio ci ha ordinato di fare".
La signora Noè e le sue Pettegole iniziano con una distorsione minore in fa diesis della melodia dei bambini, che riflette il loro atteggiamento beffardo. Nella canzone di Noè che chiede la costruzione dell'arca, un leitmotiv del diluvio derivato dalla prima riga dell'inno di apertura ricorre come un solenne ritornello. La musica che accompagna i lavori di costruzione coinvolge pesantemente l'orchestra dei bambini e include trilli di flauto dolce, archi pizzicati e battiti di temple block orientali. Dopo il breve duetto "litigioso" tra Noè e sua moglie in 6/8, le percussioni guidate dai timpani annunciano l'ordine della Voce di Dio di riempire l'arca. Le fanfare delle trombe annunciano l'arrivo degli animali, che marciano nell'arca al suono di una melodia "allegramente innocente" in cui Roseberry rileva lo spirito di Mahler; le fanfare punteggiano l'intera marcia. Gli uccelli sono l'ultimo gruppo ad entrare nell'arca, con l'accompagnamento di un canone in tre parti cantato dai figli di Noè e dalle loro mogli. Nella scena finale prima della tempesta, dove Noè e la sua famiglia cercano di persuadere la signora Noè a unirsi a loro nell'arca in sol maggiore, la musica esprime l'ostinazione della signora Noè facendo accompagnare la sua risposta da un pedale in re diesis che prepara il beve scherzo delle Pettegole in mi minore. Lo schiaffo che la signora Noè fa quando finalmente si convince è accompagnato da un fortissimo in mi maggiore.
La scena della tempesta che costituisce il centro dell'opera è una passacaglia estesa, il cui tema utilizza l'intera scala cromatica. In una lunga introduzione strumentale, viene dato pieno sfogo ai vari elementi dell'orchestra di bambini. Le tazze a tracolla colpite con un cucchiaio di legno danno il suono delle prime gocce di pioggia. I trilli dei flauti dolci rappresentano il vento, gli archi impersonano le onde, mentre gli accordi di pianoforte delineano il leitmotiv del diluvio. Il suono raggiunge il suo culmine con tuoni e fulmini creati dalle percussioni. Quando "Eternal Father" (Padre Eterno) viene cantato al culmine della tempesta, il tema della passacaglia fornisce la linea di basso per l'inno. Dopo l'inno, la furia in tonalità minore della passacaglia si attenua gradualmente, risolvendosi in quello che Roseberry descrive come "un fa maggiore pastorale e rugiadoso" simile a quello del finale della Sinfonia Pastorale di Beethoven. La ricomparsa di Noè è seguita dai brevi valzer per il Corvo, accompagnati dal violoncello solo, e dalla Colomba, quest'ultima un assolo di flauto dolce con i colpi di lingua, la cui melodia è invertita al ritorno della Colomba. Seguendo le istruzioni di Dio, le persone e gli animali lasciano l'arca cantando un grato coro di Alleluia con altre fanfare di trombe in si bemolle. L'apparizione dell'arcobaleno è accompagnato da campanelle a mano, un suono che domina le fasi finali del lavoro. Nell'inno canonico finale, la melodia principale si sposta da fa maggiore a sol maggiore ed è cantata su ripetuti richiami di trombe, uniti dai campanacci. Nella terza strofa, l'organo crea un breve intervento discordante, "l'unica nota stridente nel Noye's Fludde" secondo il musicologo Peter Evans. Graham Elliott crede che questo possa essere uno scherzo musicale in cui Britten prende in giro le abitudini di alcuni organisti di chiesa. I rintocchi mescolati di campane e tazze a tracolla continuano durante la benedizione di commiato finale di Dio. Quando Noè se ne va, l'intera orchestra fa un saluto fortissimo finale, l'opera si conclude quindi pacificamente con rintocchi di campanelle in si bemolle alternati ad accordi di archi in sol maggiore estesi - "una chiusura incredibilmente bella", dice Roseberry.

## Pubblicazione
Molte delle caratteristiche del racconto dell'opera, compreso l'uso di una grande orchestra amatoriale, e in particolare il suo uso di campanelli, ponevano problemi agli editori di Britten, Boosey & Hawkes. Ernst Roth chiese informazioni sulla disponibilità di campanelli alla ditta Mears & Stainbank (la fonderia di campane con sede a Whitechapel, Londra), quindi scrisse a Britten esortandolo a preparare una versione alternativa e semplificata di Noye's Fludde per la pubblicazione, poiché la rarità di campanelli nella scala di mi bemolle rendevano la partitura originale, a suo avviso, poco pratica. Britten resistette a una simile proposta: "Penso che se si considera l'esecuzione di quest'opera in una grande chiesa con una cinquantina o più bambini che cantano, concorderai sul fatto che l'orchestra suonerebbe del tutto inadeguata se fosse solo un duetto di pianoforte, pochi archi e uno o due tamburi. " Britten suggerì, piuttosto, che Boosey & Hawkes avrebbero dovuto investire in un set di campanelli in mi bemolle da usare per le esibizioni; o che la musica dei campanelli potesse essere semplicemente stimolata nella parte del duetto per pianoforte.
Dopo che la partitura era stata pubblicata, e di fronte a un'imminente esibizione a Ettal, Britten suggerì che avrebbe potuto tentare di riscrivere la musica per un gruppo di campane in re, poiché le serie in quella tonalità erano più comuni che in mi bemolle. Britten non ha mai preparato questa versione alternativa per strumentazione ridotta. Acconsentì, tuttavia, a rendere la partitura intera pubblicata "meno ingombrante" presentando le forze amatoriali di flauti dolci, archi ripieno e percussioni sotto forma di partitura breve, fermo restando che le partiture complete per quei gruppi sarebbero state disponibili per il noleggio a scopo di prova ed esecuzione. La partitura completa fu pubblicata nel 1958, e la partitura vocale, preparata da Imogen Holst con il libretto tradotto in tedesco dal principe Ludovico d'Assia e Reno, con lo pseudonimo di Ludwig Landgraf, fu pubblicata nel 1959.

## Incisioni
| Anno | Cast: Noè, Signora Noè, Voce di Dio                      | Direttore, Gruppi musicali Cori e Orchestra                                                            | Etichetta |
| ---- | -------------------------------------------------------- | --- | --- |
| 1961 | Owen Brannigan Sheila Rex Trevor Anthony                 | Norman Del Mar, English Opera Group Orchestra, East Suffolk Children's Chorus and Orchestra            | LP: Argo ZNF 1 CD: Decca 4363972. Contiene anche, sempre di Britten, The Golden Vanity                                                                                     |
| 1989 | Donald Maxwell Linda Ormiston Richard Pasco              | Richard Hickox, Coull Quartet, Endymion Ensemble, Salisbury and Chester Schools' Chorus and Orchestra. | CD: Virgin Classics VC7 91129-2. Contiene anche, sempre di Britten, Serenata per tenore, corno e archi CD: EMI Composer Boxes 2175262 (The Collector's Edition, 37 dischi) |
| 2007 | David Wilson-Johnson Catherine Wyn-Rogers Benjamin Luxon | Nicholas Wilks, Members of the BBC Concert Orchestra, Finchley Children's Music Group.                 | CD: Somm Recordings SOMM 212. Contiene anche, sempre di Britten, A Ceremony of Carols                                                                                      |

### Osservazioni
1. ↑  "Noye" si pronuncia "No-ah". L'ortografia Inglese Medievale di Noah's Flood è tratta dalla fonte dell'opera Chester Mystery Play, curata da Alfred W. Pollard in English Miracle Plays, Morality, and Interludes (Clarendon Press, Oxford).[1]
2. ↑  La paternità originale del ciclo di Chester è talvolta attribuita a Ranulf Higden, altrimenti noto come Ruggero di Chester, uno storico molto rispettato della città, sebbene ci siano poche prove dirette a sostegno di ciò.[4]
3. ↑  Il 25 ottobre TV Times ha annunciato: "Benjamin Britten sta scrivendo una nuova opera per bambini - specialmente per ITV Schools Television Service. Considero questa una grande conquista musicale da parte di Boris Ford, capo di Associated-Rediffusion Schools Broadcasting."[24]
4. ↑  "Signore Gesù, pensa a me": parole di Sinesio di Cirene (tr. A. W. Chatfield), melodia dal "Salterio di Damone". "Padre eterno, forte per salvare": parole di William Whiting, melodia "Melita" di John Bacchus Dykes. "Lo spazioso firmamento in alto": parole di Joseph Addison, melodia "Tallis 'Canon" di Thomas Tallis.[25]
5. ↑  Un vecchio amico di Britten della Gresham's School, David Layton, era convinto che le trombe di Noye's Fludde ricordassero la banda del Corpo di addestramento degli ufficiali della scuola che si esercitava davanti al padiglione di cricket, dove c'era una "grande eco", mentre lui e Britten erano vicini alle reti.[36]
6. ↑  Graham ricordava che il timpanista, James Blades, "era stato molto felice nell'aiutare Woolverstone Hall [la scuola che fornisce i percussionisti] nell'escogitare strumenti a percussione stravaganti da suonare insieme alle tazze a tracolla ed alla macchina del vento".[37] Il critico Rollo H. Myers notò durante la prima esecuzione che "Anche tazze, piattini e piatti sono stati messi in servizio per rafforzare le percussioni in alcuni punti, ma gli effetti non sono mai stati esagerati".[38]
7. ↑  Per aiutare le prove, Britten preparò un disco "demo" dell'opera con se stesso al pianoforte e i vari ruoli cantati da lui, Peter Pears, Imogen Holst, le due sorelle del compositore e Colin Graham. John Schlesinger realizzò un documentario per il programma della BBC Monitor della produzione mentre veniva provato.[34]
8. ↑  Crawford aveva già recitato in una produzione de Il piccolo spazzacamino, condividendo il ruolo principale di Sammy con David Hemmings; il cast registrò successivamente quell'opera con la direzione di Britten.[45] In seguito Crawford riconobbe il debito che aveva con Britten: "Se non fosse stato per lui, Non credo che sarei stato un attore. È stato molto paziente e incoraggiante. Per tutta la mia carriera mi ha sempre mandato telegrammi di buona fortuna".[46]
9. ↑  Eric Roseberry, scrivendo poco dopo la prima, annotò quasi la metà di quel numero: "il pieno dell'orchestra giovanile di archi, flauti dolci e percussioni... contava venti violini, tre viole, sei violoncelli, due contrabbassi, otto flauti dolci soprano, cinque flauti dolci contralto, una sezione di otto percussioni e una squadra di sei campanacci".[33]
10. ↑  Ede era stato in contatto con Britten l'anno precedente, non solo per questa produzione, ma anche per discutere di "Fanfare for St Edmundsbury" di Britten che aveva commissionato per la Pageant of Magna Carta.[65] La moglie di Ede, Joy Boughton, era un'oboista con l'English Opera Group, la cui esecuzione era molto ammirata da Britten.[66]
11. ↑  Peter Evans osserva inoltre come Britten, sostituendo gli attesi mi tonici con fa naturali, "squassato dal colpo esplosivo del tam-tam, ci immerga nel diluvio dove ci aspettiamo un terreno solido".[89]
12. ↑  In un momento che ricorda il "Canticle II", Britten ha le istruzioni di Dio per le dimensioni dell'arca pronunciate all'unisono da Dio e da Noè, con la voce di Noè che si libera mentre completa la descrizione dell'arca. Allo stesso modo, nell'opera precedente, le istruzioni di Dio ad Abramo sono cantate dal tenore e dai solisti contralto combinati, la voce di Abramo, cantata dal tenore, emerge quindi da sola mentre si prepara a eseguire la volontà di Dio.[90]
13. ↑  Arnold Whittall e Philip Brett,[95] tra gli altri, hanno notato che il tema della passacaglia presenta tutte e 12 le note. Peter Evans ha raccomandato di non vederlo come una riga di 12 toni dodecafonici (come il tema de Il giro di vite ), poiché il tema conta 19 note i cui "ormeggi intorno al do sono ... molto sicuri". Egli suggerisce che il suo cromatismo fa pensare alla "serpentina che striscia verso le acque", e crea anche un contesto, all'interno della tonalità altrimenti diretta dell'opera, in cui l'inno cromatico di Dykes "non apparirà ridicolmente incongruo".[96]
14. ↑  Durante la scrittura della musica per il gruppetto amatoriale locale delle campanelle, Britten non era a conoscenza del fatto che il set di campane utilizzato era stato creato appositamente per la chiesa parrocchiale di Aldeburgh in mi bemolle, invece che per la chiave abituale di do, in modo che i suonatori potessero imparare i suoni delle campane del campanile di una chiesa che sono accordate in quella chiave.[104]